# Deborah Snyder
Deborah Snyder, nata Deborah Johnson (New York, 13 marzo 1969), è una produttrice cinematografica statunitense.

## Biografia

### Carriera
Prima di intraprendere la carriera della produttrice cinematografica, Deborah ha lavorato all'agenzia pubblicitaria Backer Spielvogel Bates di New York. Nel 1996, fece la conoscenza di Zack Snyder nel mentre della creazione di uno spot commerciale per Reebok, speranzosa di creare materiale per un soggetto cinematografico. All'epoca, Deborah si frequentava col direttore artistico dell'azienda pubblicitaria, mentre Snyder era sposato.
Nel 1997, Deborah funse da produttrice per il documentario televisivo Talk to Me: Americans in Conversation. Nel 2002, Deborah reincontrò Snyder in occasione di uno spot televisivo per i deodoranti Soft & Dry in Nuova Zelanda. Al termine delle riprese dello spazio, i due convolarono a nozze, e qualche tempo dopo fondarono insieme all'amico Wesley Coller la compagnia di produzione Cruel and Unusual Films.
Nel 2007 Deborah ha ricoperto il ruolo di produttrice esecutiva per il film epico 300 di Snyder, un adattamento per il cinema basato su un romanzo grafico di Frank Miller. Ha inoltre partecipato alla produzione di Watchmen, altro adattamento di minor successo ispirato anch'esso a un romanzo grafico. Nel 2010 ha continuato il percorso di partnership cinematografica col marito, servendo alla produzione esecutiva del film d'animazione Il regno di Ga'Hoole - La leggenda dei guardiani, basato sulla serie di libri per bambini I guardiani di Ga'Hoole di Kathryn Lasky.
Per il 2011 è invece prevista l'uscita del film d'azione Sucker Punch, il quale sarà inoltre il primo titolo di Snyder dove lo studio Cruel and Unusual Films figurerà nei crediti come coproduttore. Tra i progetti futuri ancora da realizzare, il rifacimento de L'uomo illustrato, cui Zack è attaccato alla regia dall'agosto 2007, un nuovo film su Superman, The Last Photograph di Sergej Bodrov e Army of the Dead di Matthijs van Heijningen Jr..

## Vita privata
Nel 1996, Deborah Johnson e Zack Snyder ebbero il loro primo incontro. Dopo anni di frequentazione, si sposarono il 25 settembre 2004 alla Chiesa Episcopale di San Bartolomeo di Manhattan. La coppia risiede attualmente a Pasadena (California).

## Filmografia
- 300 (2006), regia di Zack Snyder
- Watchmen (2009), regia di Zack Snyder
- Under the Hood (2009)
- Tales of the Black Freighter – cortometraggio (2009)
- Il regno di Ga'Hoole - La leggenda dei guardiani (Legend of the Guardians: The Owls of Ga'Hoole) (2010), regia di Zack Snyder
- Sucker Punch (2011), regia di Zack Snyder
- L'uomo d'acciaio (Man of Steel) (2013), regia di Zack Snyder
- 300 - L'alba di un impero (300: Rise of an Empire), regia di Noam Murro (2014)
- Wonder Woman, regia di Patty Jenkins (2017)
- Aquaman, regia di James Wan (2018)
- Wonder Woman 1984, regia di Patty Jenkins (2020)
- Zack Snyder's Justice League, regia di Zack Snyder (2021)
- Army of the Dead, regia di Zack Snyder (2021)
- The Suicide Squad - Missione suicida (The Suicide Squad), regia di James Gunn (2021)
- Army of Thieves, regia di Matthias Schweighöfer (2021)
- Rebel Moon - Parte 1: Figlia del fuoco (Rebel Moon - Part One: A Child of Fire), regia di Zack Snyder (2023)